# Момир Стојановић (политичар)
Момир Стојановић (Ђаковица, 10. децембар 1958) је српски политичар и пензионисани генерал-мајор Војске Србије и Црне Горе. Био је први начелник Војнобезбедносне агенције.
Од 2012. до 2016. године био је посланик Народне скупштине Републике Србије као члан Српске напредне странке.

## Биографија

### Војна каријера

#### Рат на Косову и Метохији
Стојановић је од 1993. до 1996. године био заменик начелника војне безбедности Приштинског корпуса Треће армије, а затим од 1996. до 1999. године и начелник безбедности овог корпуса. У мају 1999. године, за време НАТО агресије, био му је забрањен улазак у Европску унију.
Обављао је и дужност начелника Одељења за оперативне послове Команде Приштинског корпуса.

#### Војнобезбедносна агенција
Врховни савет одбране је 25. марта 2003. године именовао Стојановића на место начелника Војне службе безбедности. Одмах по именовању, протесним писмом се огласила Наташа Кандић која га је оптужила за командну одговорност у ратним злочинима на Косову и Метохији, на шта јој је Стојановић јавно одговорио да га је погрешно означила у пословима за које он није био надлежан и где није могао издавати наређења.
Непосредно по формирању Војнобезбедносне агенције, Стојановић је 1. јануара 2004. године постављен за њеног првог директора. 
У фебруару исте године, изјавио је да је ВБА обновила присуство српских снага безбедности на Косову и Метохији, те да се њени припадници и сарадници налазе у врху албанских политичких и паравојних структура.
Наше оперативно присуство на Косову и Метохији ојачали смо и упућивањем једног броја искусних оперативаца.
Изјавио је и да су групе Ал Каиде активне на Косову, северу Албаније и западу Македоније, док на просторима Црне Горе и Рашке делују исламистичке екстремистичке групе.
Врховни савет одбране га је 26. маја 2004. године разрешио дужности директора Војнобезбедносне агенције. Убрзо је унапређен у чин генерал-мајора и постављен за команданта Нишког корпуса Војске Србије и Црне Горе.
Пензионисан је у септембру 2005. године. Због незаконитог поступка пензионисања, Стојановић је тужио Министарство одбране, а Врховни суд је 2013. године пресудио у његову корист и наложио да му се исплати 3.546.951 динара на име разлике између плате и пензије за овај период.

### Политичка каријера
У Српску радикалну странку се учланио 2007. године, али је већ наредне године изабран за одборника Скупштине града Ниша као кандидат Социјалистичке партије Србије. Једно време је био и шеф одборничке групе СПС-а. Странку је напустио и вратио одборнички мандат почетком 2009. године.
Од 2010. године био је члан Српске напредне странке. Као њен кандидат је изабран за народног посланика на изборима 2012. године. У мају 2013. године изабран је за председника скупштинског Анкетног одбора за утврђивање чињеница о трошењу буџетских средстава на Косову и Метохији од 2000. до 2012. године. Крајем 2013. године помињао се као потенцијални кандидат за директора Безбедносно-информативне агенције.
Поново је изабран за народног посланика на изборима 2014. године и у овом сазиву Народне скупштине је председавао Одбором за контролу служби безбедности. У фебруару 2015. године нашао се на црвеној потерници Интерпола на захтев Мисије Еулекс и суда у Ђаковици, а под оптужбом за ратне злочине над албанским цивилима на Косову и Метохији.
Стојановић је на локалне изборе 2016. године у Нишу изашао са самосталном листом групе грађана, а након избора је напустио чланство Српске напредне странке. Учествовао је на парламентарним изборима 2020. године у коалицији Народни блок, коју су чинили Нова Србија и Народни слободарски покрет, али је коалиција освојила само 7.873 гласа, односно 0,24%, што је било недовољно за улазак у парламент.